# П'єр Санфурш-Лапорт
П'єр Санфурше-Лапорт (24 березня 1774, Сарла — 9 липня 1856, ?) — французький юрист.
Його основна праця, «Le Nouveau Valin» (1809), стосується Рене Жозуе Валіна та його коментар до Орденансу де ла Морський 1681 року.
З 1832 по 1852 рік — адвокат Касаційного суду Брюсселя. П'єр Санфурше-Лапорт, Губерт Долез, Огюст ван Дієво або Огюст Ортс домінують у касаційній колегії і є одними з найяскравіших юристів протягом 19 століття.